# Monte Binga
O Monte Binga é o ponto mais alto de Moçambique e o segundo mais alto do Zimbabwe, com uma altitude de cerca de 2436 m. Está localizado no maciço de Chimanimani, sobre a fronteira Moçambique-Zimbabwe, a oeste da cidade-capital da província de Manica, Chimoio.